# Astrolabia furcata
Astrolabia furcata är en nässeldjursart som först beskrevs av John Fraser 1937.  Astrolabia furcata ingår i släktet Astrolabia och familjen Halopterididae.
Artens utbredningsområde är Södra Ishavet. Inga underarter finns listade i Catalogue of Life.